# Kral Şakir
Rey Shakir (tur. Kral Şakir) es una serie de televisión animada antropomórfica turca creada por Varol Yaşaroğlu, Berk Tokay y Haluk Can Dizdaroğlu, y producida por Grafi2000 para Cartoon Network Turquía. Los adelantos de la serie se estrenaron el 23 de abril de 2016 y se estrenó oficialmente el 16 de mayo de 2016 como la primera serie local de Cartoon Network Turquía. 

## Reparto de la caricatura
| Voces en Turco            | Caracteres     |
| ------------------------- | -------------- |
| Mustafa Oral              | Şakir (Shakir) |
| Atilla Şendil             | Remzi          |
| Levent Ünsal Emre Turanlı | Necati         |
| Didem Atlıhan             | Canan          |
| Sema Kahriman             | Kadriye        |

## Versión árabe
En el año 2019 se estrenó un doblaje árabe llamado "Laith the king". Es transmitida en los países árabes como Arabia Saudita, Egipto, Kuwait y Catar. Las modificaciones son: nombres, el logo, chistes y referencias (de turcas a árabes) y hay textos traducidos.
| Nombres de algunos personajes | Nombres de algunos personajes | Nombres de algunos personajes |
| ----------------------------- | ----------------------------- | ----------------------------- |
| Turco                         | Árabe                         | Árabe                         |
| Nombre                        | Escritura original            | Romanización                  |
| Şakir                         | ليث                           | Laith                         |
| Canan                         | رزان                          | Razan                         |
| Necati                        | فلافيلو                       | Falafilo                      |
| Remzi                         | ضرغام                         | Durgham                       |